# Villers-Allerand
Villers-Allerand är en kommun i departementet Marne i regionen Grand Est (tidigare regionen Champagne-Ardenne) i nordöstra Frankrike. Kommunen ligger i kantonen Verzy som tillhör arrondissementet Reims. År 2022 hade Villers-Allerand 934 invånare.

## Befolkningsutveckling
Antalet invånare i kommunen Villers-Allerand
| Referens: INSEE |